# Трезнурагес
Трезнура̀гес (на италиански и на сардински: Tresnuraghes) е село и община в Южна Италия, провинция Ористано, автономен регион и остров Сардиния. Разположено е на 257 m надморска височина. Населението на общината е 1236 души (към 2010 г.).